# Rolf Sersam
Rolf Göte Sersam, född 12 februari 1946 i Fosie församling, Malmö, är en svensk pianist och kompositör.
Sersam var tillsammans med Björn Afzelius och Peter Clemmedson medlem i musikgruppen Spridda Skurar, som upplöstes 1970. Rolf Sersam är för många känd för sitt mångåriga samarbete med Jacques Werup. Han har också komponerat flera hundra egna Stim-registrerade verk genom åren, varit kapellmästare på Helsingborgs stadsteater, gjort musik för Radioteatern och SVT samt även arbetat som musiklärare.
Rolf Sersam har genomgående föredragit melodin framför rytmiken i sina många gånger meditativa kompositioner. Hans musik har ofta en prägel av romantik och melankoli.
I början av 1980-talet skapade Werup och Sersam ett koncept där den senare stod för merparten av musiken. Detta utmynnade i en rad föreställningar och LP-skivor såsom Brev i natten och Kärlek mellan krigen samt tv-föreställningen Stjärnan i periferin, där också Freskkvartetten medverkade. Många andra föreställningar tillkom efter hand.
I det tidiga 1970-talet skapade Lennart Brummer, Lasse Söderberg, Frans Sjöström, Jacques Werup och Rolf Sersam Kabaré Fredagsbarnen i Malmö där musik, text och teater blandades i en ny uttrycksform. Sersam medverkade också som pianist i Werup-Sjöströmsextetten samt på flera skivor med gruppen Storm i mitten av 1970-talet. Rolf Sersam är gift med mimaren Anna Karin Sersam.

## Filmmusik
- 1982 - Den enfaldige mördaren